# Hastings (Nowa Zelandia)
Hastings (maor. Heretaunga) – miasto w Nowej Zelandii, na Wyspie Północnej; 62 500 mieszkańców (2006). Przemysł spożywczy, włókienniczy. 10 km na północ leży Napier. W Nowej Zelandii dwa miasta Hasting i Napier nazywane są czasami miastami bliźniaczymi (ang. The Twin Cities).

## Klimat
Hasting charakteryzuje się klimatem śródziemnomorskim. Średni roczny poziom opadów wynosi mniej niż 800 mm. Latem jest to jedno z najcieplejszych miejsc w Nowej Zelandii. Najcieplejszym miesiącem jest styczeń ze średnią temperaturą równą 26 °C. Zimą, często maksymalna temperatura to około 17 °C. Sporadycznie rejestrowano w zimie nawet 20 °C.

## Miasta partnerskie
- 1977  Guilin (Chiny)